# Cons-Sainte-Colombe
Cons-Sainte-Colombe – miejscowość i dawna gmina we Francji, w regionie Owernia-Rodan-Alpy, w departamencie Górna Sabaudia. W 2013 roku jej populacja wynosiła 382 mieszkańców. 
W dniu 1 stycznia 2016 roku z połączenia dwóch ówczesnych gmin – Cons-Sainte-Colombe oraz Marlens – utworzono nową gminę Val-de-Chaise. Siedzibą gminy została miejscowość Marlens. 